# Бешпилав-Джанкой
Бешпила́в-Джанко́й (укр. Бешпілав-Джанкой, крымскотат. Beş Pilâv Canköy, Беш Пиляв Джанкой) — исчезнувшее село в Раздольненском районе Республики Крым, располагавшееся на севере района, в степной части Крыма, примерно в 4,5 километрах западнее современного села Огни.

## История
Впервые в доступных источниках поселение встречается в Статистическом справочнике Таврической губернии. Ч.II-я. Статистический очерк, выпуск пятый Евпаторийский уезд, 1915 год, согласно которому в деревне Бешпилав-Джанкой Агайской волости Евпаторийского уезда числилось 12 дворов с татарским населением в количестве 79 человек приписных жителей и 7 — «посторонних», из которых 41 мужчина и 48 женщин. Жители владели 238 десятинами удобной земли. В хозяйствах имелось 45 лошадей, 7 коров и 310 голов мелкого скота.
После установления в Крыму Советской власти, по постановлению Крымревкома от 8 января 1921 года № 206 «Об изменении административных границ» была упразднена волостная система и село вошло в состав Бакальского района Евпаторийского уезда, а в 1922 году уезды получили название округов. 11 октября 1923 года, согласно постановлению ВЦИК, в административное деление Крымской АССР были внесены изменения, в результате которых округа были отменены, Бакальский район упразднён и село вошло в состав Евпаторийского района. Согласно Списку населённых пунктов Крымской АССР по Всесоюзной переписи 17 декабря 1926 года, в селе Бешпилав-Джанкой, Бий-Орлюкского сельсовета Евпаторийского района, числилось 13 дворов, все крестьянские, население составляло 80 человек, все татары, действовала татарская школа. Постановлением ВЦИК РСФСР от 30 октября 1930 года был создан Фрайдорфский еврейский национальный (лишённый статуса национального постановлением Оргбюро ЦК КПСС от 20 февраля 1939 года) район (переименованный указом Президиума Верховного Совета РСФСР № 621/6 от 14 декабря 1944 года в Новосёловский) (по другим данным 15 сентября 1931 года) и село включили в его состав, а после создания в 1935 году Ак-Шеихского района (переименованного в 1944 году в Раздольненский) включили в состав нового. Последний раз в доступных исторических документах Бешпилав-Джанкой встречается на двухкилометровке РККА 1942 года.